# Петар IV
Петар IV или Теодор, је био бугарски цар из династије Асена и владао је од 1185. године до своје смрти 1197. године.
1186. године устали су Бугари и Власи (Румуни) под воћством Петра, који је још увек био бојар, и његовог брата Асена. Устанак је почео на северу Бугарске у неприступачним балканским планинама и убрзо захватио читаву земљу. Бугари су позвали у помоћ Кумане и склопили савез са српским великим жупаном Стефаном Немањом, који се у то време борио против Византије за независност Србије. Бугари су успели да обнове своју државу с престоницом у Трнову.
Византија је покушала да искористи незадовољство бугарских бојара уздизањем Петра и Асена; бојари су убили оба брата, али је њихово Место заузео трећи брат Калојан.